# 교대역 (대구)
교대역(National University of Education station, 敎大驛)은 대구광역시 남구에 있는 대구 도시철도 1호선의 전철역이다. 심야에 1편성이 주박한다.

## 개요
4번 출구 근처에 대구교육대학교가 있어 역명이 정해졌다. 공사 중 역명은 영선역이었다. 대구교육대학교와는 약 230m 밖에 떨어져 있지 않아서 어렵지 않게 접근이 가능하다.
1호선 상행열차의 심야 주박 역이다. 설화명곡행 막차 이후 하양발 교대행 열차 1편성이 23:55분까지 운행하고 주박한 후, 다음 날 아침에 하양행 열차가 이 역에서 첫차로 출발한다.
2003년 2월 18일에 일어났던 대구 지하철 화재 참사로 8개월 동안 명덕 ~ 신천 구간의 운행이 중단됐을 적에는 교대 - 동대구역 셔틀버스의 기점으로 이용되기도 했다.

## 역 구조
2면 2선의 상대식 승강장이 있는 지하역이며, 승강장 벽면 색상은 하늘색이다. 스크린도어가 설치되어 있다. 
4개의 출구에 모두 장애인, 노약자를 위한 편의시설(에스컬레이터, 엘리베이터)가 설치되어 있다.

### 승강장
| 영대병원 ↑ |
| \| 상      |
| ↓ 명덕     |

| 상행 | ● 대구 도시철도 1호선 | 영대병원 · 서부정류장 · 설화명곡 방면 |
| 하행 | ● 대구 도시철도 1호선 | 반월당 · 중앙로 · 안심 · 하양 방면    |

- 승강장 번호는 없다.
- 대합실을 통해, 반대편 승강장으로 이동이 가능하다.

## 역사
- 1997년 11월 26일: 대구 도시철도 1호선 개통과 함께 영업 개시
- 2003년 2월 19일: 대구 지하철 화재 참사로 인해 교대 - 동대구역 구간 운행 중단, 시·종착역이 됨
- 2003년 10월 21일: 중앙로역을 제외한 교대 - 동대구역 구간 운행 재개
- 2016년 7월 30일:  스크린도어 설치

## 역 주변
| 나가는 곳 | 방면 |
| --------- | --- |
| 1         | 대구고등학교 영남대학교병원 대구여자상업정보고등학교                                                                               |
| 2         | 남구종합사회복지관 영남대학교병원 국민연금관리공단 대구달성지사 경상북도노인회 경북유치원 남대구우체국 한국장애인고용공단 대구지사 |
| 3         | YWCA 남부보건소 영선시장 카톨릭문화관 영선초등학교 교대역 월드메르디앙                                                             |
| 4         | 대구교육대학교 대명2동행정복지센터 경북예술고등학교 경상중학교 재단법인 영남직업전문학교 MS재건병원 대구광역시 교육연구정보원      |

## 승차량 변동
| 노선  | 승차 인원 | 승차 인원 | 승차 인원 | 승차 인원 | 승차 인원 | 승차 인원 | 승차 인원 | 승차 인원 | 승차 인원 | 승차 인원 | 주석  |
| 노선  | 1997년    | 1998년    | 1999년    | 2000년    | 2001년    | 2002년    | 2003년    | 2004년    | 2005년    | 2006년    | 주석  |
| ----- | --------- | --------- | --------- | --------- | --------- | --------- | --------- | --------- | --------- | --------- | ----- |
| 1호선 | 2,742     | 3,393     | 3,419     | 미공개    | 3,166     | 3,414     | 3,950     | 3,608     | 3,463     | 4,537     | [ 1 ] |
| 노선  | 2007년    | 2008년    | 2009년    | 2010년    | 2011년    | 2012년    | 2013년    | 2014년    | 2015년    | 2016년    |       |
| 1호선 | 4,228     | 4,237     | 4,267     | 4,235     | 4,446     | 4,647     | 4,685     | 4,543     | 4,462     | 4,562     | [ 1 ] |
| 노선  | 2017년    | 2018년    | 2019년    | 2020년    |           |           |           |           |           |           |       |
| 1호선 |           |           |           |           |           |           |           |           |           |           |       |

## 인접한 역
| 대구 도시철도 1호선        | 대구 도시철도 1호선   | 대구 도시철도 1호선 |
| -------------------------- | --------------------- | ------------------- |
| 127 영대병원 설화명곡 방면 | ● 대구 도시철도 1호선 | 129 명덕 하양 방면  |

## 같이 보기
- 대구교육대학교